# Silmont
Silmont é uma comuna francesa na região administrativa de Grande Leste, no departamento de Meuse. Estende-se por uma área de 3,83 km². Em 2010 a comuna tinha 159 habitantes (densidade: 41,5 hab./km²).